# A magyar labdarúgó-bajnokság aranyérmes játékosainak listája: E, É
Az alábbi lista a magyar labdarúgó-bajnokság bajnokcsapatainak játékosait sorolja fel, E és E kezdőbetűvel, bajnoki cím száma, egyesületek és idények szerint.

## E, É
| Játékos               | Bajnoki cím | Csapat(ok)                        | Idény(ek)                         |
| --------------------- | ----------- | --------------------------------- | --------------------------------- |
| Ebedli Zoltán         | 2           | Ferencváros                       | 1975–76, 1980–81                  |
| Ecker Nándor          | 2           | Ferencváros                       | 1905, 1906–07                     |
| Éger László           | 4           | 1 – Dunaújváros 3 – Debreceni VSC | 1999–00 2004–05, 2005–06, 2006–07 |
| Egresi Béla           | 1           | Újpest                            | 1946–47                           |
| Egressy Gábor         | 2           | 1 – MTK 1 – Zalaegerszeg          | 1996–97 2001–02                   |
| Egri Béla             | 1           | Újpest                            | 1929–30                           |
| Egri Imre             | 1           | Hungária                          | 1935–36                           |
| Elek Ákos             | 1           | Videoton                          | 2010–11                           |
| Elek Norbert          | 2           | MTK                               | 1998–99, 2002–03                  |
| Ellinger Leó          | 1           | MTK                               | 1907–08                           |
| Engelbrecht Zoltán    | 1           | Ferencváros                       | 1975–76                           |
| Enyedi Béla           | 1           | Újpest                            | 1929–30                           |
| Erdélyi Miklós        | 1           | MTK                               | 2002–03                           |
| Ernst József          | 1           | MTK                               | 1907–08                           |
| Erős Károly           | 1           | MTK                               | 1998–99                           |
| Esterházy Márton      | 3           | Bp. Honvéd                        | 1979–80, 1983–84, 1984–85         |
| Eszenyi Dénes         | 2           | Újpest                            | 1989–90, 1997–98                  |
| Etogo Essema Awoundza | 1           | Debreceni VSC                     | 2009–10                           |